# Sochinsogonia mimica
Sochinsogonia mimica är en insektsart som först beskrevs av Capco 1959.  Sochinsogonia mimica ingår i släktet Sochinsogonia och familjen dvärgstritar. Inga underarter finns listade i Catalogue of Life.